# 塔爾西區
塔爾西區是拉脫維亞西北部的一個已废置的區份，東臨里加灣。面積2,744平方公里。人口49,622人。区府塔爾西。下分3市1區16村。
拉脫維亞於2009年撤销了所有的区份，并改制为市镇。